# Bangladéšská taka
Bangladéšská taka (bengálsky টাকা) je zákonným platidlem asijského státu Bangladéš od roku 1972. ISO 4217 kód taky je BDT. Jedna setina taky se nazývá poisa (paisa, poiša). Zkratka pro taku je ৳, ৲.

## Chronologický přehled měn Bangladéše
- Indická rupie (do roku 1948) – Na bangladéšském území, které bylo až do roku 1947 součástí Britské Indie se používala indická rupie. V roce 1947 došlo k rozdělení Britské Indie na současnou Indii a Pákistán (sdružující dnešní státy Pákistán a Bangladéš).
- Pákistánská rupie (1948–1972) – Pákistán, který vznikl na sklonku roku 1947 začal používat svou národní měnu od 1. dubna 1948. Stát Pákistán se dělil na dvě entity, které spolu geograficky nesousedily: Západní Pákistán (dnešní Pákistán) a Východní Pákistán (dnešní Bangladéš). Každý celek šel svou vlastní cestou a proběhlo několik občanských válek, až 16. prosince 1971 vyhlásil Východní Pákistán nezávislost. Nový stát se už jmenoval Bangladéš.
- Bangladéšská taka (od roku 1972) – 15 dní po získání nezávislost zavedl Bangladéš 1. ledna 1972 svou vlastní národní měnu – taku.

## Mince a bankovky
Bangladéšské mince v oběhu mají hodnoty 1, 5, 10, 25, 50 poish, dále 1, 2 a 5 tak. Bankovky jsou tisknuty v hodnotách 2, 5, 10, 20, 50, 100 , 200, 500, 1000 tak.